# Radoje Dakić
Radoje Dakić (Mala Crna Gora kod Žabljaka, 27. studenoga 1911. — Moskva, 13. siječnja 1946.) crnogorski komunistički političar, predsjednik Sindikata Jugoslavije i narodni heroj Jugoslavije.

## Životopis
Poslije kapitulacije Kraljevine Jugoslavije 1941. godine, odlazi iz Beograda u Crnu Goru, gdje postaje član Pokrajinskog komiteta KPJ za Crnu Goru i Boku i aktivno sudjeluje u pripremama ustanka. Listopada 1941. godine izabran je za tajnika (onda se to zvalo sekretar) Okružnog komiteta KPJ za Nikšić. Kao delegat nikšićkog okruga sudjelovao je na Ostroškoj skupštini održanoj 8. veljače 1942. godine u manastiru Ostrog. Tijekom 1942. godine postavljen je za tajnika Pokrajinskog komiteta KPJ za Crnu Goru i Boku. Godine 1944. postao je politički komesar Drugog udarnog korpusa.
Poslije oslobođenja Beograda sudjelovao je na Osnivačkoj zemaljskoj konferenciji sindikata, na kojoj je izabran za tajnika Centralnog odbora Jedinstvenih sindikata Jugoslavije.
Krajem 1945. godine otišao je na liječenje u Moskvu, gde je i umro 13. siječnja 1946. godine.

## Počast narodnom heroju
Kako je bilo uobičajeno, najveće tvornice nosile su imena narodnih heroja, pa je tvornica osnovana 1946. u Podgorici (tada Titogradu) kao Centralna radionica, koja se u početku bavila popravcima "tehničkih sredstava" a kasnije je prerasla u gigant s 1.600 strojeva, 56.700 m2 proizvodnih hala, predstavništvima u Beogradu, Nišu i Moskvi nazvano po Radoju Dakiću. Proizvodili su bagere, buldožere i ostale građevinske strojeve. Nažalost kao i mnogi drugi giganti socijalizma i ovaj je dolaskom kapitalizma nestao.